# Cosa juzgada
Cosa juzgada é uma telenovela mexicana, produzida pela Televisa e exibida em 1970 pelo El Canal de las Estrellas.

## Elenco
- Luz María Aguilar
- Sergio Bustamante
- Miguel Córcega
- Edith Gonzáles